# Киценко Микола Петрович
Микола Петрович Киценко (4 грудня 1921, Нижній Куркулак — 10 травня 1982, Запоріжжя) — український журналіст, краєзнавець, партійний і радянський працівник, один із організаторів Державного історико-культурного заповідника на острові Хортиці та Музею історії запорозького козацтва.

## Біографія
Народився 4 грудня 1921 року в селі Нижньому Куркулаці (тепер село Покровське Токмацького району Запорізької області) в селянській родині. У 1939 році закінчив Новомосковський педагогічний технікум і почав трудову діяльність учителем сільської школи в Запорізькій області.
З 1939 по 1946 рік служив в Червоній армії. Брав участь у німецько-радянській війні. Після демобілізації п'ять років був на партійній роботі. У 1954 році закінчив Вищу партійну школу при ЦК КПУ за спеціальністю «Журналістика».
У 1954–1957 роках був головним редактором Запорізького обласного комітету з питань радіомовлення і телебачення, у 1957–1959 роках — начальник обласного управління культури, у 1959–1962 роках — завідувач відділом пропаганди та агітації Запорізького обласного комітету КПУ, у 1963–1964 роках — секретар Запорізького сільського обласного комітету КПУ, а від кінця 1964 до 1973 року  — заступник голови Запорізького обласного виконавчого комітету. З його ім'ям пов'язані спорудження нових приміщень обласної наукової бібліотеки та обласного архіву, відкриття у Запоріжжі музичного училища, обласного художнього музею, Театру юного глядача.
Одночасно з 1966 по 1973 рік був головою правління обласної організації Українського товариства охорони пам'яток історії та культури. Тоді було взято на облік для охорони і затверджено облвиконкомом 1 182 пам'ятки історії та культури.
21 березня 1973 року звільнений з посади заступника голови Запорізького облвиконкому у зв'язку із «серйозними методологічними прорахунками», а по суті був звинувачений у націоналізмі. У 1973 році був начальником облсоюздруку. У 1973–1982 роках — завідувач відділу праці Запорізького обласного виконавчого комітету.
Помер в Запоріжжі 10 травня 1982 року, де і похований на Південному кладовищі.

## Громадська і творча діяльність
Вивчав історію Запорожжя, дбав про відродження та збереження національної історико-культурної спадщини й духовності, історичних пам'яток українства. 1965 року, під час підготовки до 200-річчя Запоріжжя, разом із начальником обласного управління культури С. Кириченком ініціював розгляд у ЦК КПУ та РМ УРСР питання про оголошення острова Хортиці заповідником і створення на ньому козацького історико-культурного меморіалу, після чого президія ЦК КПУ 31 серпня і РМ УРСР 18 вересня 1965 року ухвалили постанову «Про увічнення пам'ятних місць, зв'язаних з історією запорозького козацтва». Острів Хортиця оголошувався Державним історико-культурним заповідником. Микола Петрович цілковито поринув у створення названого меморіалу. Він постійно поглиблював свої знання з історії запорозького козацтва, глибоко вивчав наукові розвідки академіка Дмитра Яворницького, праці інших істориків-козакознавців, і вже 1967 року виходить його книга «Хортиця в героїці і легендах» про місце й роль острова в історії запорозького козацтва. Крім цього, його перу належать книги «Запоріжжя в бурях революції» (1969) та «Хортиця» (1970), був автором віршів, оповідань, нарисів, радіопередач.

## Відзнаки
Нагороджений двома орденами «Знак Пошани» (4.05.1962), орденами Трудового Червоного Прапора, Дружби народів, медалями.
Лауреат Державної премії імені Дмитра Яворницького (1992, посмертно; лауреатський знак № 1).

## Вшанування пам'яті

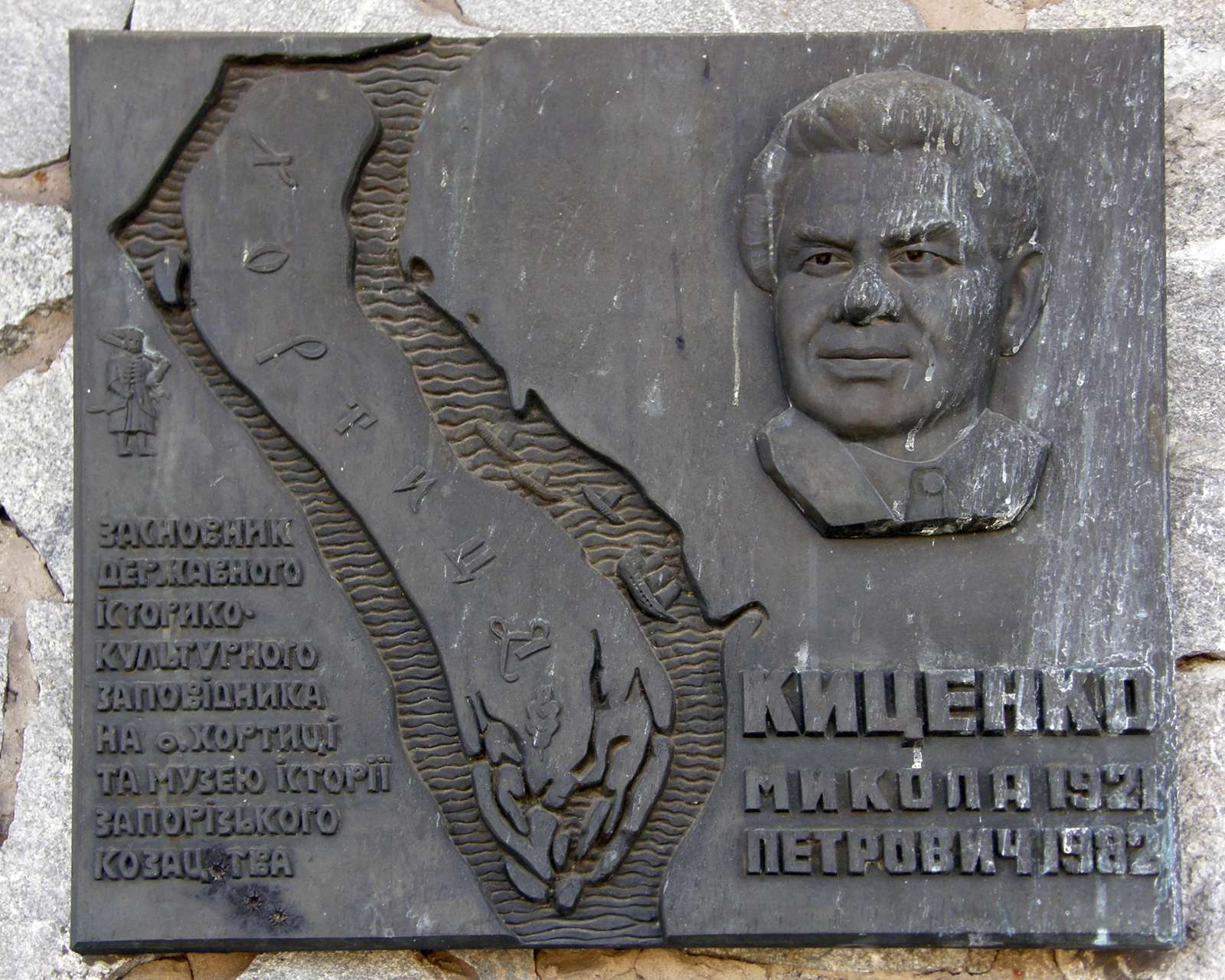
меморіяльна табличка Миколи Киценка

В 1993 році на приміщенні Хортицького козацького музею була встановлена меморіальна дошка з портретом Миколи Киценка (автор П. Чаговець).
В селі Жовтневе (з 2016 р. — Покровське) Токмацького району названа вулиця та бібліотека іменем Миколи Петровича Киценка.